# Коти (Вармінсько-Мазурське воєводство)
Коти (пол. Koty) — село в Польщі, у гміні Лідзбарк Дзялдовського повіту Вармінсько-Мазурського воєводства.
Населення — 51 особа (2011).
У 1975-1998 роках село належало до Цехановського воєводства.

## Демографія
Демографічна структура станом на 31 березня 2011 року:
|          | Загалом | Допрацездатний вік | Працездатний вік | Постпрацездатний вік |
| -------- | ------- | ------------------ | ---------------- | -------------------- |
| Чоловіки | 29      | 14                 | 12               | 3                    |
| Жінки    | 22      | 5                  | 13               | 4                    |
| Разом    | 51      | 19                 | 25               | 7                    |